# تفجير مول تل أبيب 2002
تفجير مول تل أبيب 2002 هو تفجير وقع في 25 يناير 2002، حيث قام شاب فلسطيني بتفجير نفسه في مركز تجاري بمدينة تل أبيب في إسرائيل، مما أسفر عن إصابة 24 إسرائيليًا على الأقل، وأعلنت حركة الجهاد الإسلامي في فلسطين مسؤوليتها عن الهجوم.

## وصلات خارجية
- 24 جريحا في تل أبيب الانتحاري - نشر في تايمز أوف إينديا في 25 كانون الثاني / يناير 2002.
- تفجير تل أبيب يُصيب 25 نسخة محفوظة 20 أبريل 2013 على موقع واي باك مشين. - نشر في بوسطن غلوب في يناير 26, 2002.